# Rudolf Hillebrecht
Rudolf Hillebrecht, född 26 februari 1910 i Hannover, död 6 mars 1999 i Hannover, var en tysk arkitekt och stadsbyggnadsråd i Hannover. Han är mest känd för att ha skapat det moderna Hannover efter andra världskriget. 
Hillebrecht studerade bland annat hos Walter Gropius. Efter andra världskriget började han som stadsbyggnadsråd i Hannover. Han låg bakom skapandet av det moderna Hannover, en stad anpassad för privatbilism. Stora leder skapades för trafiken, bland annat Hamburger Allee, Berliner Allee och Leibnizufer, genom innerstaden. Detta splittrar idag stadsdelar från varandra. Dessa leder samt den omkringliggande stadsringen har dock samtidigt gjort att stadens centrum slipper onödig trafik och underlättar trafiken till staden. Hillebrechts projekt fick stora uppmärksamhet i Tyskland och internationellt. 
Under Hillebrechts tid skapades också den största sammanhängande fotgängarzonen i Tyskland i Hannovers innerstad. Han slutade arbeta 1975 och ersattes av Hanns Adrian.
- Wikimedia Commons har media som rör Rudolf Hillebrecht.